# 楊俊 藝術家，合作者，他們的展覽與三個場域
「楊俊　藝術家，合作者，他們的展覽與三個場域」是在2020年12月至2021年3月間，先後於中華民國臺北市TKG+ Projects、關渡美術館、臺北當代藝術館舉辦的藝術展覽。展覽由奧地利格拉茨美術館館長芭芭拉·史坦納和藝術家楊俊共同策劃。其中以群集式個人藝術展的方式解構，模糊個展與聯展的定位，並邀請其他參與展覽的重要環節者、及其他藝術家共同展出。展覽名稱「三個場域」是指先後在臺北市三個意義、體制與功能相異的藝術場域展出，三種版本分別有著各自的獨特脈絡和相應重點。
這次展覽的概念延續楊俊先前在韓國首爾善宰藝術中心舉辦的個人回顧展「總觀視角」（Jun Yang: The Overview Perspective），及在奧地利格拉茨美術館舉辦的展覽「藝術家，作品，展覽」（Der Künstler, das Werk und die Ausstellung）。其進一步思索加諸在藝術家及其作品上的期待，並讓展覽本身變成一個論題。楊俊還試圖討論場域彼此之間的共生與合作關係。在這次展覽中，楊俊展出的許多作品大量使用觀念藝術的創作方式作為表現手法。
這次展覽引起許多藝術文化界人士的關注與討論，但也得到當事人佔盡資源、舉辦方式不當等批評。2021年7月30日，針對展覽籌備過程一度遭到取消，楊俊在社群媒體平臺發表長篇文章，公開批評現任臺北當代藝術館館長駱麗真「不適任」。隔日，臺北當代藝術館發表聲明表示相關事件為行政疏失，並對相關人員做出行政處分。其後臺北當代藝術館前任館長潘小雪、現任館長駱麗真均發表聲明回應，臺北市藝術創作者職業工會和台灣視覺藝術協會亦提出呼籲。

## 籌備規劃

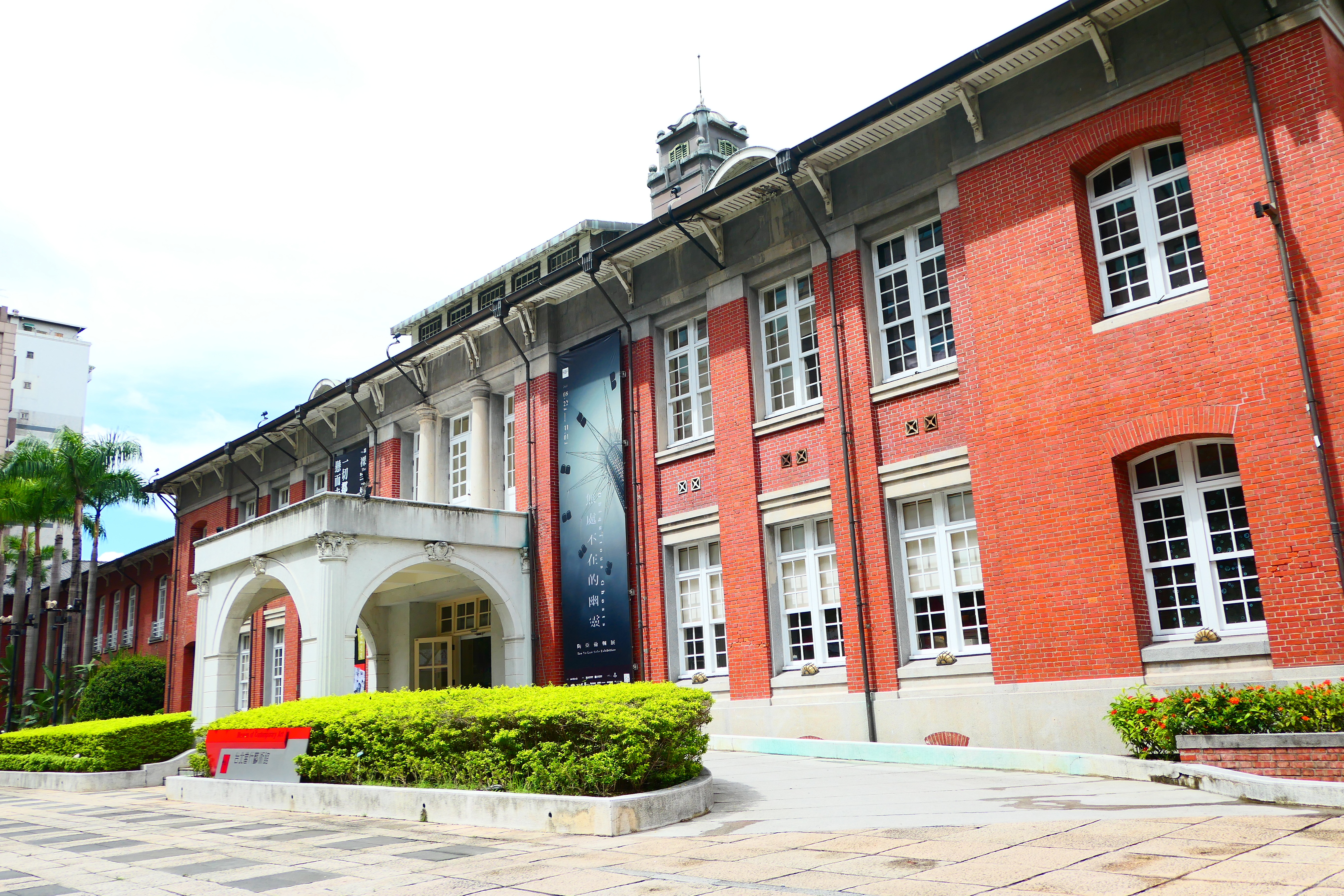
「楊俊　藝術家，合作者，他們的展覽與三個場域」在TKG+ Projects、關渡美術館、臺北當代藝術館三地舉辦展覽。

2019年5月7日，旅居臺灣的奧地利藝術家楊俊向臺北當代藝術館提案，計劃在TKG+ Projects、關渡美術館、臺北當代藝術館舉辦藝術展覽。5月30日，臺北當代藝術館館長潘小雪主持諮詢委員會議，該展覽未被推薦列入2020年及2021年的安排。6月7日，楊俊與臺北當代藝術館館長潘小雪、關渡美術館館長黃建宏召開會議，三方共同協議檔期，確保時間重疊以傳達概念。10月7日，在得知臺北當代藝術館館長人事變動後，楊俊詢問是否影響展覽，館員回覆展覽已在排程。
11月1日，經臺北市文化基金會遴選會議通過，臺北當代藝術館新任館長駱麗真到任。在與潘小雪交接活動資料時，駱麗真被交付的臺北當代藝術館規劃未包含楊俊的展覽。由於潘小雪已經規畫2020年的活動，駱麗真啟動臺北當代藝術館空間提升計劃，並按時程進行20週年規劃。不過當駱麗真要推動新年度的展覽安排時，展覽組回報已與楊俊經由電子郵件討論至執行階段，且應允高出平常的展出經費。到了12月11日，在與潘小雪討論後，駱麗真決定由展覽組通知楊俊取消展覽，並請其另尋場地。
楊俊認為原洽談籌備的展覽，是因駱麗真上任才被取消。12月13日，雙方首次在臺北當代藝術館會面，楊俊決定訴諸法律途徑。12月31日，臺北當代藝術館收到律師函，認為楊俊有展出權利並要求履約。臺北當代藝術館認為該展覽未獲諮詢委員推薦、前館長潘小雪授權，亦未簽署契約，屬於磋商階段。2020年2月15日，臺北市文化基金會執行長黃文彥介入，與楊俊、駱麗真等召開協商會議。最後方案確認舉辦楊俊的展覽，展出日期縮減一半。原先300萬元展覽經費，由臺北當代藝術館承擔250萬元。
不過楊俊認為臺北當代藝術館與駱麗真仍屢次以行政抵制、拖延計劃。而駱麗真首次參加展覽籌備的網路會議時，楊俊反對其在列。駱麗真將行政統籌交付副館長張玉漢處理，持續執行楊俊的展覽、教育推廣活動、及各項行銷等項目。臺北當代藝術館也調整20週年空間及展覽活動的工作時間與檔期。由於認為此次事件是館員處理展覽時的行政疏失產生糾紛，臺北當代藝術館在經行政調查後，對相關人員做出行政處分。

## 展覽內容

### 展覽主題

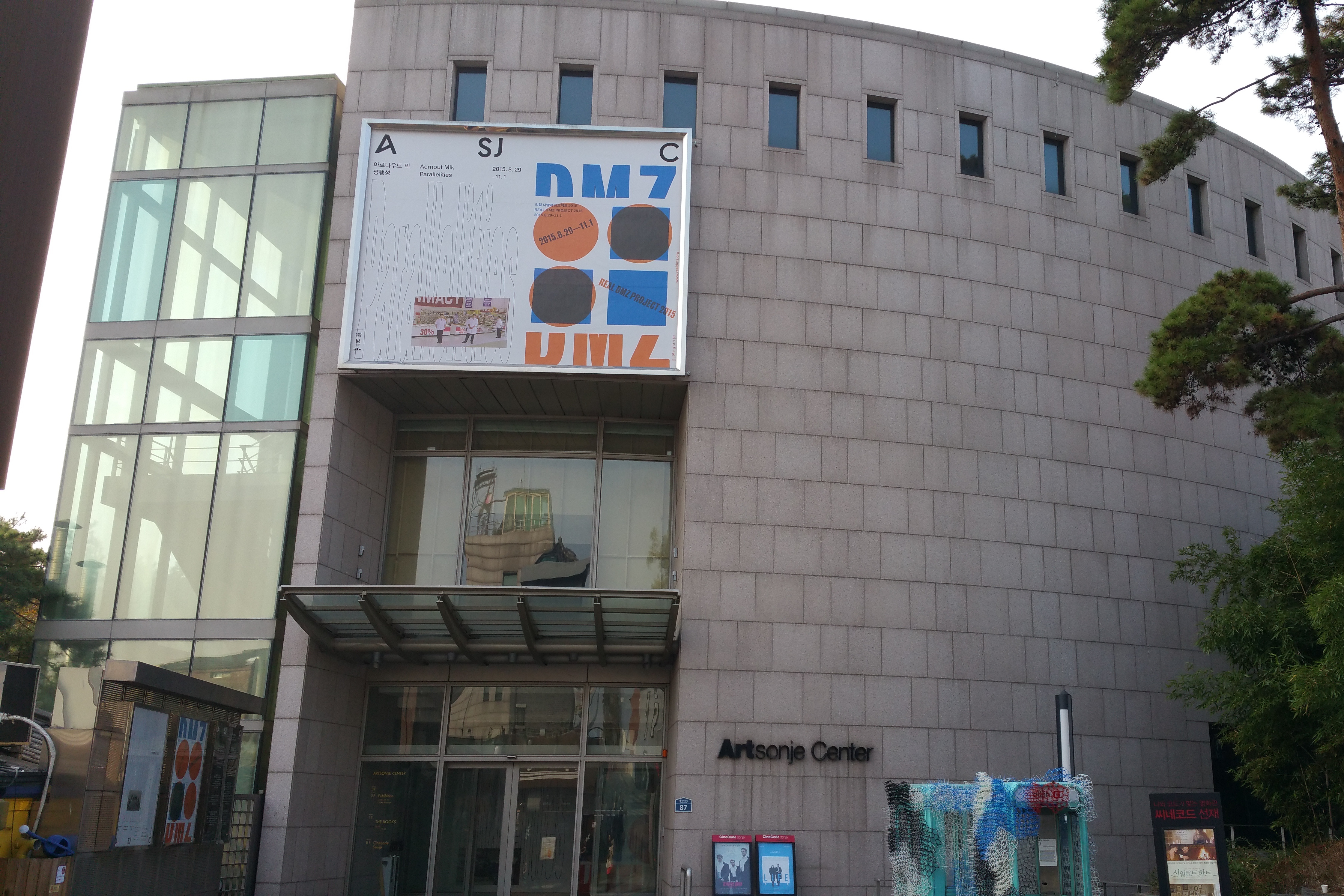
「楊俊　藝術家，合作者，他們的展覽與三個場域」的展覽概念開始於在韓國首爾善宰藝術中心舉辦的個人回顧展「總觀視角」。

「楊俊　藝術家，合作者，他們的展覽與三個場域」的展覽概念始於楊俊在2018年時，於韓國首爾善宰藝術中心舉辦的個人回顧展「總觀視角」（Jun Yang: The Overview Perspective）。該展覽是作品的總梳理，用回溯和內省的角度關注「回顧」對藝術家的意義。延續該思想軸線，在2019年於奧地利格拉茨美術館的展覽「藝術家，作品，展覽」（Der Künstler, das Werk und die Ausstellung），將主體內省從個人轉移到體制機構。其中探究藝術家及其作品的意義與期待，並讓展覽變成論題。
2020年12月至2021年3月，展覽「楊俊　藝術家，合作者，他們的展覽與三個場域」是其第三個個人藝術展，進一步擴充過去的思想。相較於過去兩個個人藝術展，楊俊在展覽中首度嘗試將作品與概念，分散至臺北市的TKG+ Projects、關渡美術館、臺北當代藝術館三個意義、體制與功能相異的場館，期望刺激大眾思考不同展示場所對於藝術家、藝術品及閱聽人產生的影響。楊俊還希望分析與探索「個人藝術展形式」的可能性，挑戰藝術機構場域展示藝術家作品與執行展覽的慣有方式。
其中「楊俊」二字在展場頻繁出現，閱聽人不斷從作品標題及形式與「楊俊」接觸，並建立「楊俊」是擁有跨國經驗、及深厚人脈的藝術家形象。當閱聽人閱讀展場這些藝術品時，會在思緒裡形成不同畫面、並產生情感上的共鳴，使「楊俊」由抽象發散的概念轉換成具體飽滿的形象，進而讓楊俊「存在」於世界上。楊俊也有意透過作品的陳列安排，強調展覽專案、記憶與合作關係。這些橫越國界的多元文化經驗、及在各個社群之間發展出來的人際關係網絡，同樣被賦予所謂「存在」的意義。
在TKG+ Projects則展出有版次、可複制的作品或部分物體，完整的作品則出現在兩座美術館。對於畫廊作為限量奢侈品商店，楊俊放大與模糊藝術品與商品在交易的不同及稀缺性。他還刻意不在作品上簽名，拒絕被明星化、被品牌化操作，抗衡畫廊商業操作的機制，反思該動作加諸藝術品的市場價值。對於藝術機構呈現展覽、藝術家時總會附上「藝術雜誌」報導及學術研究，也成為楊俊希望討論的議題。其中他為了展覽製作厚度、形狀、形式有如藝術雜誌的書籍，內容4萬餘字。

### 展出作品

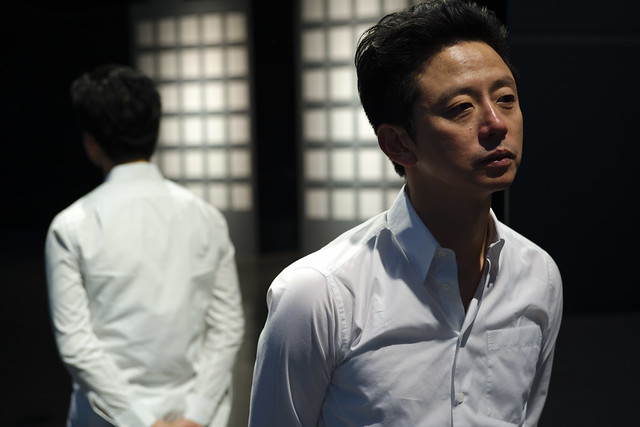
在「楊俊　藝術家，合作者，他們的展覽與三個場域」展覽中，楊俊 (藝術家)大量使用觀念藝術的創作方式作為表現手法。

在「楊俊　藝術家，合作者，他們的展覽與三個場域」展覽中，楊俊在現場透過許多作品組建出整體的意義。而這次展覽中的許多作品，其大量地使用觀念藝術的創作方式作為表現手法。當中透過物體、表白、圖像等展演，導致「楊俊」變成一種符號。在其刻意安排之下，展覽中出現的書信、報紙、記錄思想過程的攝錄、及影片中出現的表白等，這些物質、文字與聲音媒介同時是作品與創作過程，並作為其「存在」的證明。而在藝術品展現自我與關懷社會的角度部分，楊俊則認為商業是無法離開的話題。
關渡美術館和臺北當代藝術館將《Jun Yang會見Jun Yang》（2015年）列為首件作品，這是楊俊與多位名字標音相同者的合照。影像藝術作品《俊楊和軍楊（樹）》（2002年）探討漢名在發音和意義的變體，思考名字如何影響著個人身份的建構。系列作品《Jun Yang在找Jun Yang》（2006年），討論海報溝通傳達的功能性。而《成為歐洲人或吃維也納牛排長大的我》（2015年）、《給xxx的信》（2005年）、《哪位是藝術家？》（2019年至2020年）等，亦圍繞楊俊的身世、經歷及對自我的辯證上。
在TKG+ Projects、關渡美術館和臺北當代藝術館建築物外設立的《楊俊，Jun Yang, 杨俊（紅字）》（2019年至2020年），三種字型賦予聯想。影像藝術作品《幽靈島》（2009年）、《罪惡與寬恕的年代》（2016年）、《首爾虛構故事》（2010年）則是紀錄亞洲的社會變遷。《首爾虛構故事》探討城市崛起間接造成的世代困境，《幽靈島》探討國民政府轉往臺灣造成的認同議題，並反應無解的現實狀態。《罪惡與寬恕的年代》則以亞倫·雷奈的《廣島之戀》為基礎，闡述20世紀日本歷史影響集體與個人背負的「罪」。
《ra’mien》（2002年）是在奧地利維也納的麵館設計，延續「異文化刻板印象」的脈絡。《關於遺忘與記憶的一則短篇》（2007年）提到家庭、記憶及城市的剖析，《革命》（2011年）則討論群眾與政治的關係。《無償圖書館》（2014年、2020年）關注藝術社群的溝通對話與關係連結，而《世界所有的顏色》則回應藝術世界的獨創性議題。《皇帝的冰》和《在地底下埋了一千公斤冰塊的藝術家》（2020年）基於中國古代「冰」的傳說，並和西村佑貴合作製作兒童繪本與裝置模型。

### 參與人士

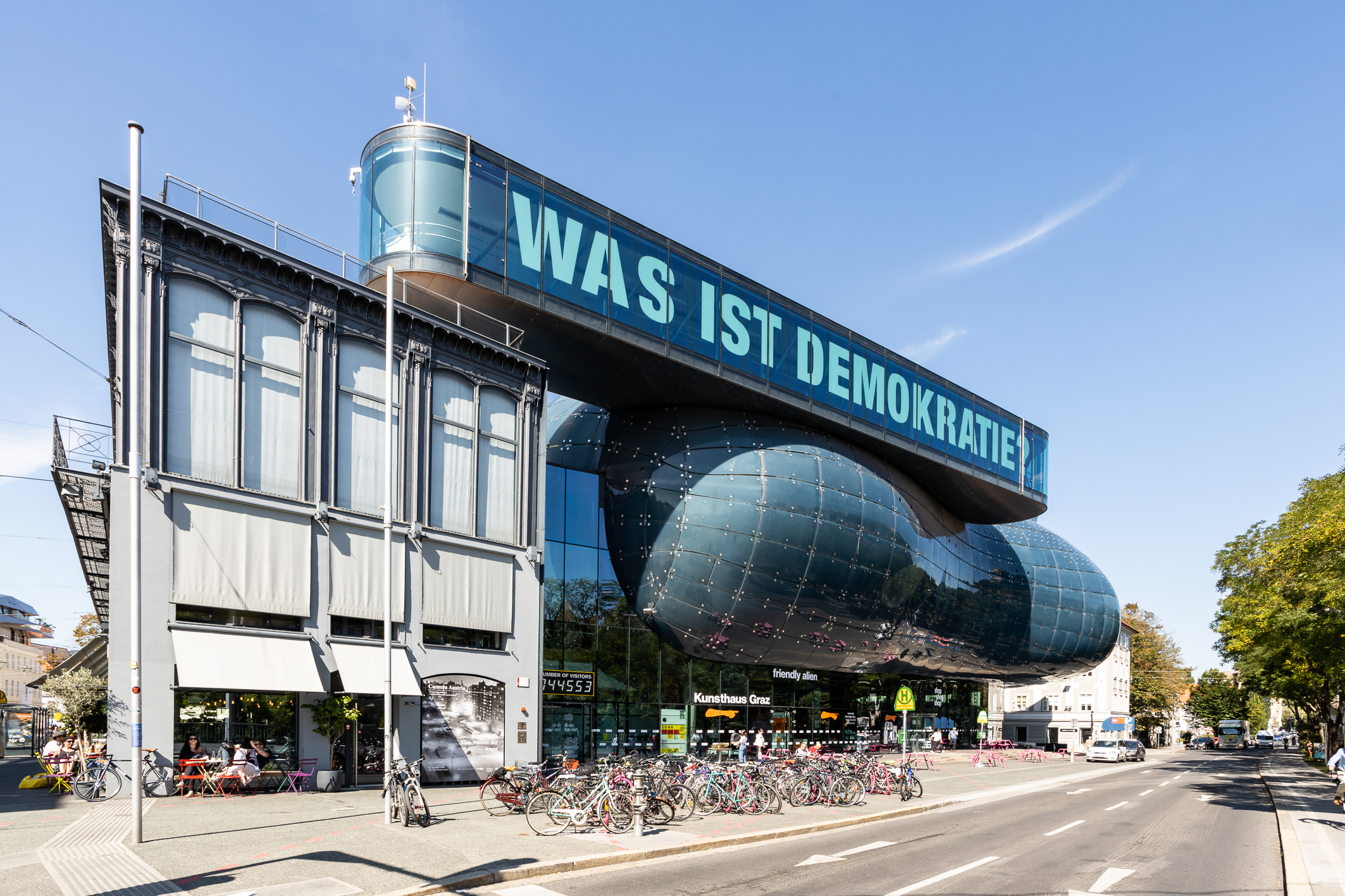
在奧地利格拉茨美術館舉辦的展覽「藝術家，作品，展覽」中，首次導入許多多認識楊俊的藝術家共同展出。

楊俊與格拉茨美術館館長芭芭拉·史坦納策劃「楊俊　藝術家，合作者，他們的展覽與三個場域」展覽。其中楊俊以群集式個人藝術展解構定義。早在2019年，楊俊與芭芭拉兩人在格拉茨美術館策劃個人藝術展「藝術家，作品，展覽」時，引入許多認識楊俊的國際藝術家。在這次三個場域舉行的「個人藝術展」，除了楊俊個人作品，還納入參與展覽重要環節的人士，包括策展人、資料手冊設計師、展覽標題字體設計者等。同時還展出對其有意義的「其他藝術家」作品。
這些「其他藝術家」的作品部分來自楊俊的私人收藏，部分是曾參與過的計劃，亦有部份是其他藝術家因楊俊而衍生的作品。經由展示與串聯，楊俊試圖表達除了藝術家外的更多身份，包括策展人、啟發者與溝通者等。行動也展現出其重視與其他創作者「同工」的關係，從對舊有的展覽展示、及其中的身份權力關係作出批判。另外在《自我肖像》（2020年）這件作品中，如同聯展一般將每一位展覽受邀參與者的名字、及其提供的一件自我肖像呈現在牆面上，呈現個人詮釋自我描繪的各種樣貌。
在「楊俊　藝術家，合作者，他們的展覽與三個場域」展覽中，楊俊的歷年作品回顧、及先前在格拉茨美術館合作過的藝術家，都安排在關渡美術館展出。而在臺北當代藝術館的展覽中，總共邀請11組藝術家共同參與群集式個人藝術展，包括：克里斯多福·亞當斯（Christopher Adams）和蔣慧仙、艾文·鮑爾和buero bauer、奧利佛·克利佩爾、松根充和、西村祐貴、Topotek 1、千鳥藝術，以及楊俊（與楊俊的英文「Jun Yang」同名、現居美國舊金山的韓裔美國人藝術家）。

## 展覽呈現

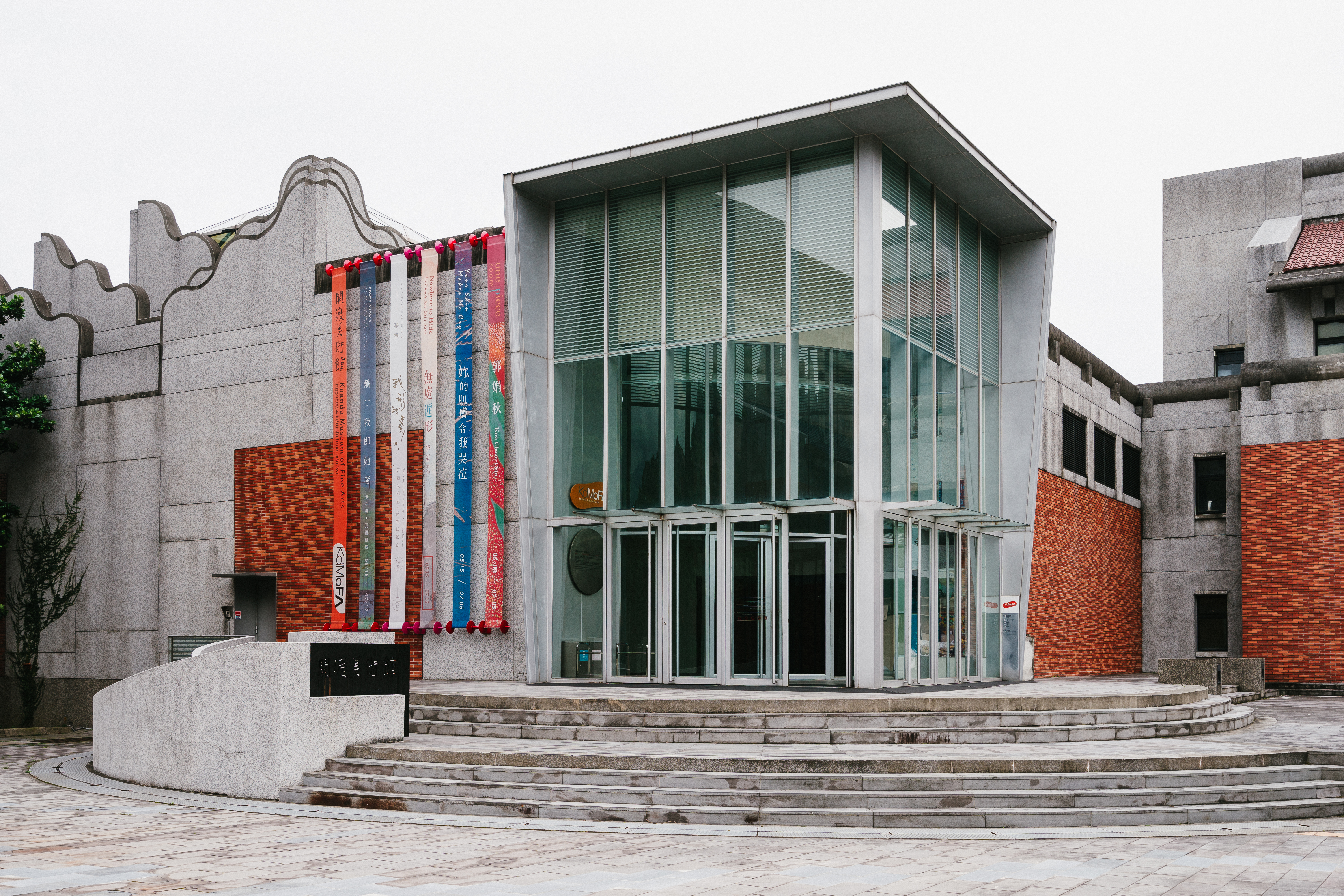
在「楊俊　藝術家，合作者，他們的展覽與三個場域」展覽中，關渡美術館是唯一和TKG+ Projects、臺北當代藝術館的展覽展期皆有交疊的場館。

「楊俊　藝術家，合作者，他們的展覽與三個場域」展覽名稱中提及的「三個場域」，指楊俊在臺北市不同的藝術場域展覽：內湖科技園區的藝術品經銷商TKG+ Projects（展期：2020年12月5日至2021年1月30日）、國立臺北藝術大學的關渡美術館（展期：2020年12月11日至2021年2月21日）、及臺北市政府的公共美術館臺北當代藝術館（展期：2021年2月6日至3月31日）。三個場域皆有各自的歷史發展、功能性及政治目的，分別有著不同的獨特脈絡和相應重點，並以不同樣貌呈現。
在這三個展覽中，由TKG+ Projects首先開幕的部分分成兩個展區，並以「作品／藝術即產品」（Art as a product）的概念延伸。在第二展區中呈現的是作品被以「商品」或者「高級設計家具」的展示邏輯，被放在量販店貨架或展架上陳列，而畫廊的牆壁則未放置任何作品。楊俊藉此刻意影射產品展架及產品身份，以「商店」的氛圍打破藝術品買賣給人的神秘感與神聖性，從而諷刺藝術的商品性在畫廊空間中被有意識地淡化；反之則是強調其中的美學性，誘導人們因作品的精神性而購買。
關渡美術館以兩年一度的關渡雙年展檔期和規模舉辦展覽，也是唯一和TKG+ Projects、臺北當代藝術館的展期有交疊的場館，是核心展示場域。關渡美術館和格拉茨美術館的主要差異在於展出先前展覽的側寫紀錄，及強調楊俊在臺北藝術社群的計劃：2008年臺北雙年展促成「臺北當代藝術中心」實體空間經營與法人計劃的《一個當代藝術中心，臺北（提案）》和《臺北當代藝術中心》；及2018年文化部規劃空軍總司令部舊址轉型文化場域「臺灣當代文化實驗場」時，委託製作的作品《我們說著代碼語：紅、藍、白》。
在臺北當代藝術館中，一樓展場集結所有討論「楊俊」的作品，圍繞其身世、經歷及對自我辯證上。二樓的作品則展現楊俊其他方面的思考，討論主題由個人延伸至政治與國家的層面。整個展覽以楊俊過去的計劃、或曾執行的專案作為結尾，且這些展示的作品具有商業氣息。由於教育性和公共性為臺北當代藝術館的重要構成元素，在展覽期間還舉辦諸如兒童和成人工作坊、教育推廣和藝術家導覽、及相關講座與討論等活動，強調其公眾任務及公共空間的面向。

## 造成影響

### 展覽評論
在2020年12月至2021年3月期間，「楊俊　藝術家，合作者，他們的展覽與三個場域」在TKG+ Project、關渡美術館及臺北當代藝術館，先後舉辦三個個人藝術展，引發當代藝術圈許多人的關注與熱烈討論。其中楊俊試圖討論場域彼此的共生與合作關係，並模糊個展與聯展的展覽定性，使人看到藝術家身份、展覽生成、作品展示的複雜性。不過在三個地方舉辦個人藝術展、擴展展覽與藝術品定義等爭議，也引起不少藝術界人士的批評，甚至認為這是佔盡資源的行為。
藝術評論人莊偉慈在《藝術家》中提到，這系列展覽的相關話語及文字，已揭示整體策略與創作目的，熟悉觀念藝術操作的閱聽人並不一定需要現場觀看作品。藝術評論人吳牧青在專欄文章同樣提到，展覽可以理解為「觀念形式走在展呈之前即已完成」的計劃，但批評「是一場為了膨脹場域聲勢的平行灌水展」，並將其比喻為「三尊足以成為負面文本的超級英雄紀念碑」。同時吳牧青還批評楊俊和不同機構在展覽計劃中的授權情況，顯示出機構策劃權的讓渡、及館長在機構裡的權力。
同時這次展覽裡幾件具商業性質的作品、舉辦與辦理方式、及部分作品的內容等，也存在許多議論空間。楊俊認為美術館可以較完整地呈現作品脈絡及概念，畫廊、展覽會、或私人收藏人士家中等場域則會因空間的限制，只能展出最具藝術和商業價值的面向。不過楊俊在具傳播知識使命的空間、及在藝術世界凸顯商業這個話題，明顯引起一部分反彈。而當臺北當代藝術館提供場地展出作品時，依照楊俊在展覽論述中提到的內容，把自身對於民眾的教育使命與專業、及藝術品的詮釋權讓渡給藝術家，同樣成為討論對象。

### 後續爭論
2021年7月30日，楊俊在社群媒體平臺發表漢語與英語對照的長篇文章，表示自己無故被臺北當代藝術館館長駱麗真下令停展、及後者曾發文人身攻擊，是「不適任的館長」；同時他指控臺北當代藝術館在事件發生後，將共同策展人與相關館員解職與降職。其後臺北當代藝術館副館長張玉漢在社群媒體發表個人聲明，提出其在事件中的觀點。隔日，臺北當代藝術館發出新聞稿，表示尊重楊俊的言論自由，但認為其對於展覽執行的理解與實際情況有所落差，就相關內容進行說明。
臺北當代藝術館強調整體事件為館員處理展覽的行政疏失，未經前館長潘小雪授權，亦沒有簽訂契約或合作意向書。8月24日，潘小雪發布公開聲明，回應展覽經過口頭核可，而館員依其任內展覽程序與楊俊接洽，並指出駱麗真與臺北市文化基金會應對大眾說明。其後駱麗真在見到潘小雪的貼文與事實存在出入後決定發表聲明，回應該展覽未在館長交接時提及、未與藝術家簽訂合約與合作意向書，並提出對話過程證明其行事是基於尊重前任的指引。
由於事件涉及到展覽機會與權益等爭議，引起臺灣藝術文化界大量討論。8月26日，臺北市藝術創作者職業工會針對此案發布聲明，指出被指涉的基層藝術管理人員名譽及工作權益有嚴重影響，可能在業界引起黑名單效應。同時臺北市藝術創作者職業工會發布兩點呼籲，包括臺北當代藝術館應還原事件發生經過，及主管機關臺北市政府文化局重新審視展覽與檢討，以保障藝術管理人員權益。8月30日，台灣視覺藝術協會針對展務運作機制的檢討與改革發表聲明，呼籲臺北市政府文化局盡速出面回應。
同時期，關渡美術館館長黃建宏、格拉茨美術館館長芭芭拉·史坦納、TKG+ Projects策展人許峰瑞亦有回應。由於駱麗真認為有權拒絕展覽的執行，而潘小雪認為展覽是經過口頭認可的展覽，接任館長雖可自行裁決是否舉辦，但否決提案應「誠心對談」，故臺北當代藝術館檔期核可的流程持續在藝術圈衍生各種輿論爭議。到了10月4日，胡永芬在Facebook批評「諮詢委員球員兼裁判」。其後臺北市議會議員秦慧珠在議會質詢時，因將「展覽製作費視為策展人所得的利益輸送」又引發爭論。

## 外部連結
- （繁體中文） 楊俊 — 藝術家，合作者，他們的展覽與三個場域 （页面存档备份，存于）
- （繁體中文） 2020 關渡雙年展 楊俊 藝術家，合作者，他們的展覽與三個場域 （页面存档备份，存于）
- （繁體中文） 楊俊　藝術家，合作者，他們的展覽與三個場域 （页面存档备份，存于）